# 1067

سنة 1067 كانت سنة بسيطة تبدأ يوم الإثنين حسب التقويم اليولياني.

## أحداث
- ايدوكيا مكرمبولتيسا تصبح الوصية على عرش الإمبراطورية البيزنطية بعد موت زوجها قسطنطين العاشر دوكاس

## مواليد
- أمية بن عبد العزيز بن أبي الصلت

## وفيات
- ابن مهريزد
- الشيخ الطوسي